# Терабит в секунда
Терабит в секунда (Tbps, Tbit/s – Terabits per second) е мярка за измерване на скоростта на пренос на данни през даден комуникационен канал.
1 Tbps се равнява на 1000 Gbps, 1 000 000 Mbps, 1 000 000 000 kbps, или на 1 000 000 000 000 бита в секунда.
Близка единица е тебибит в секунда (Tibps), която се базира на двоични префикси, и се равнява на 1024 гибибита в секунда (Gibps), 1 048 576 мебибита в секунда (Mibps), 1 073 741 824 кибибита в секунда (kibps), или на 1 099 511 627 776 бита в секунда.